# Cléopâtre (Gentileschi)
Pour les articles homonymes, voir Cléopâtre.
Cléopâtre est un tableau réalisé vers 1620-1625 par la peintre italienne Artemisia Gentileschi. De format vertical, cette huile sur toile est une peinture d'histoire qui représente la mort par suicide de Cléopâtre VII. Assise nue devant un fond sombre, la jeune femme lève les yeux au Ciel alors que le serpent qui va la mordre touche de sa langue le mamelon de son sein gauche. L'œuvre est conservée au sein des collections de la Fondation Cavallini Sgarbi. D'autres peintures de l'artiste sur le même thème existent dans des collections privées ailleurs dans le monde.

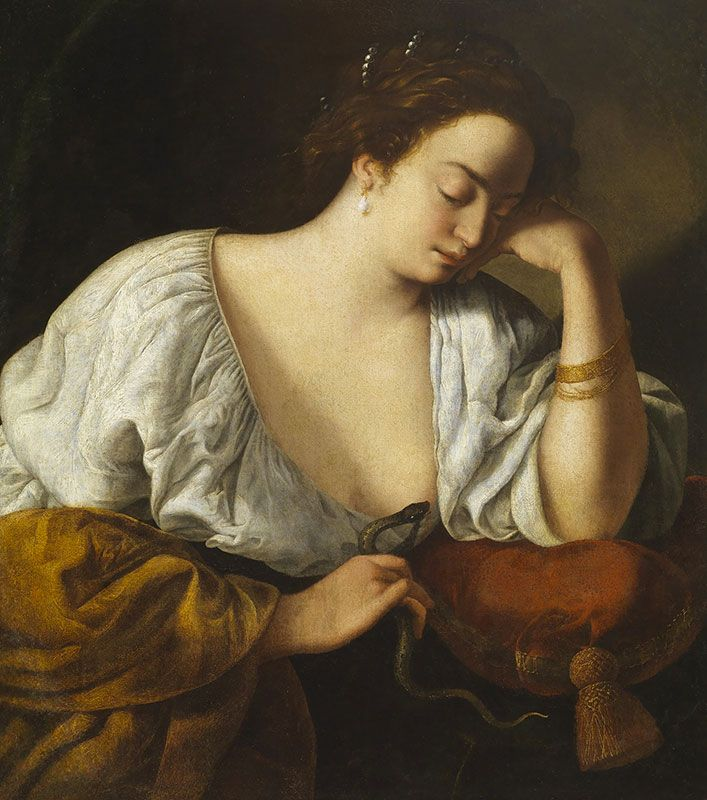
Cléopâtre – Collection privée.
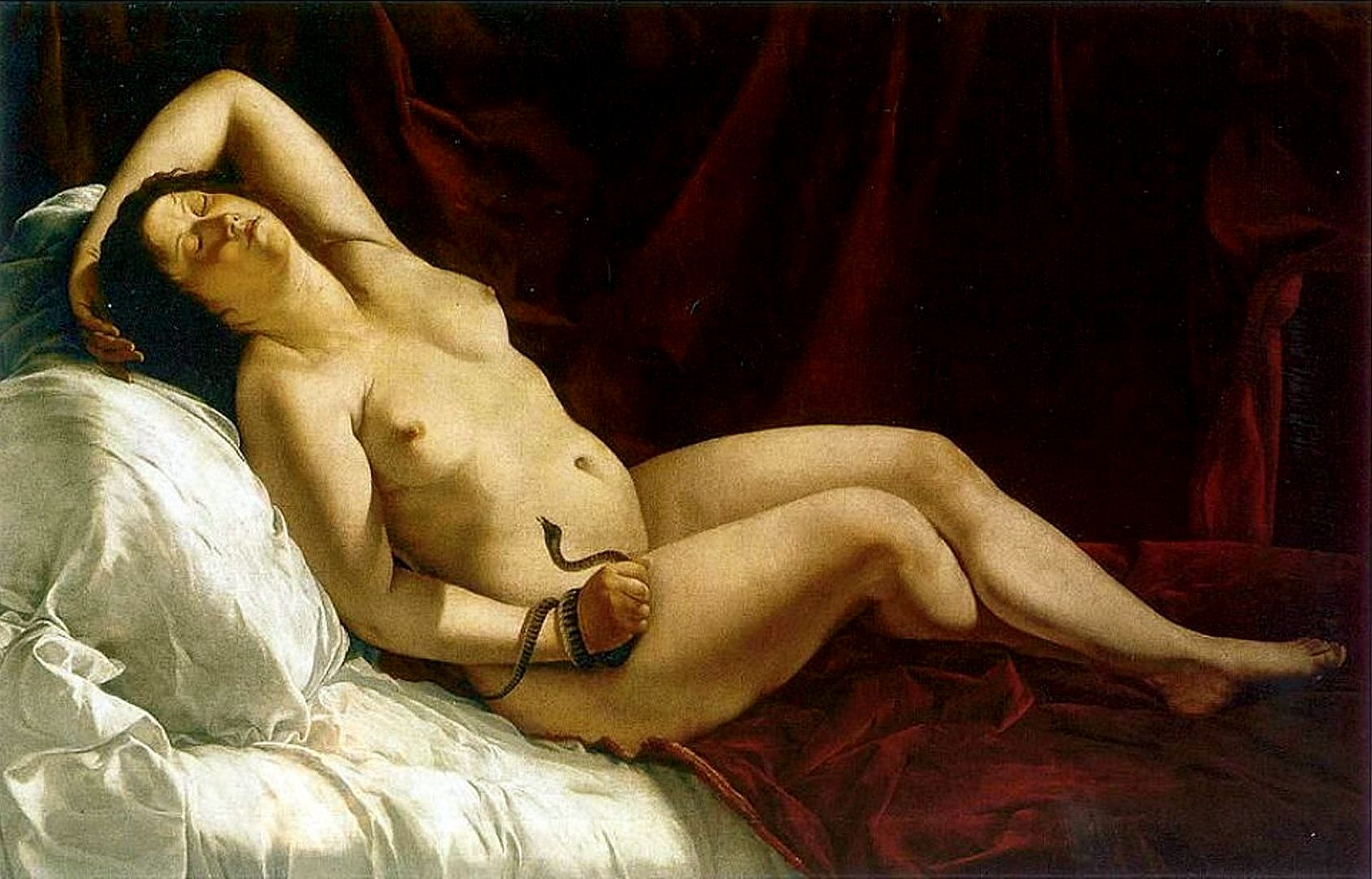
Cléopâtre, vers 1611-1612 – Collection privée, Milan.
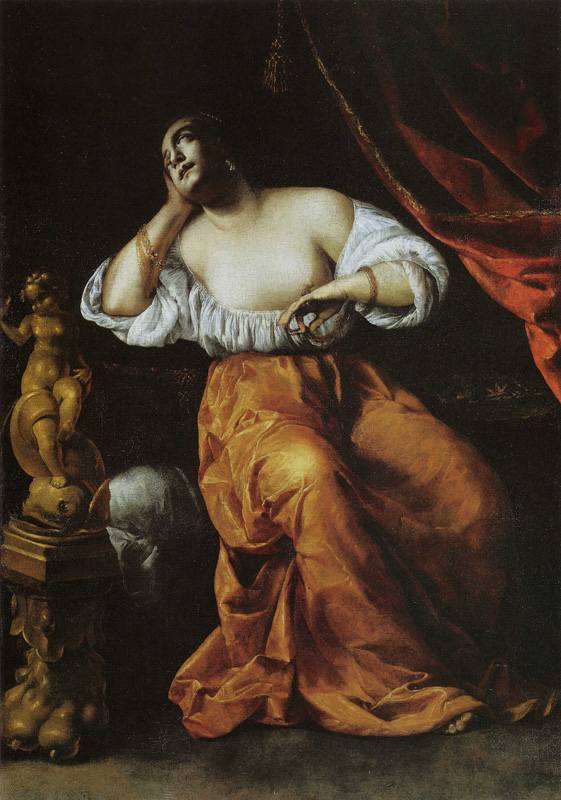
Cléopâtre, vers 1630-1635 – Collection privée.
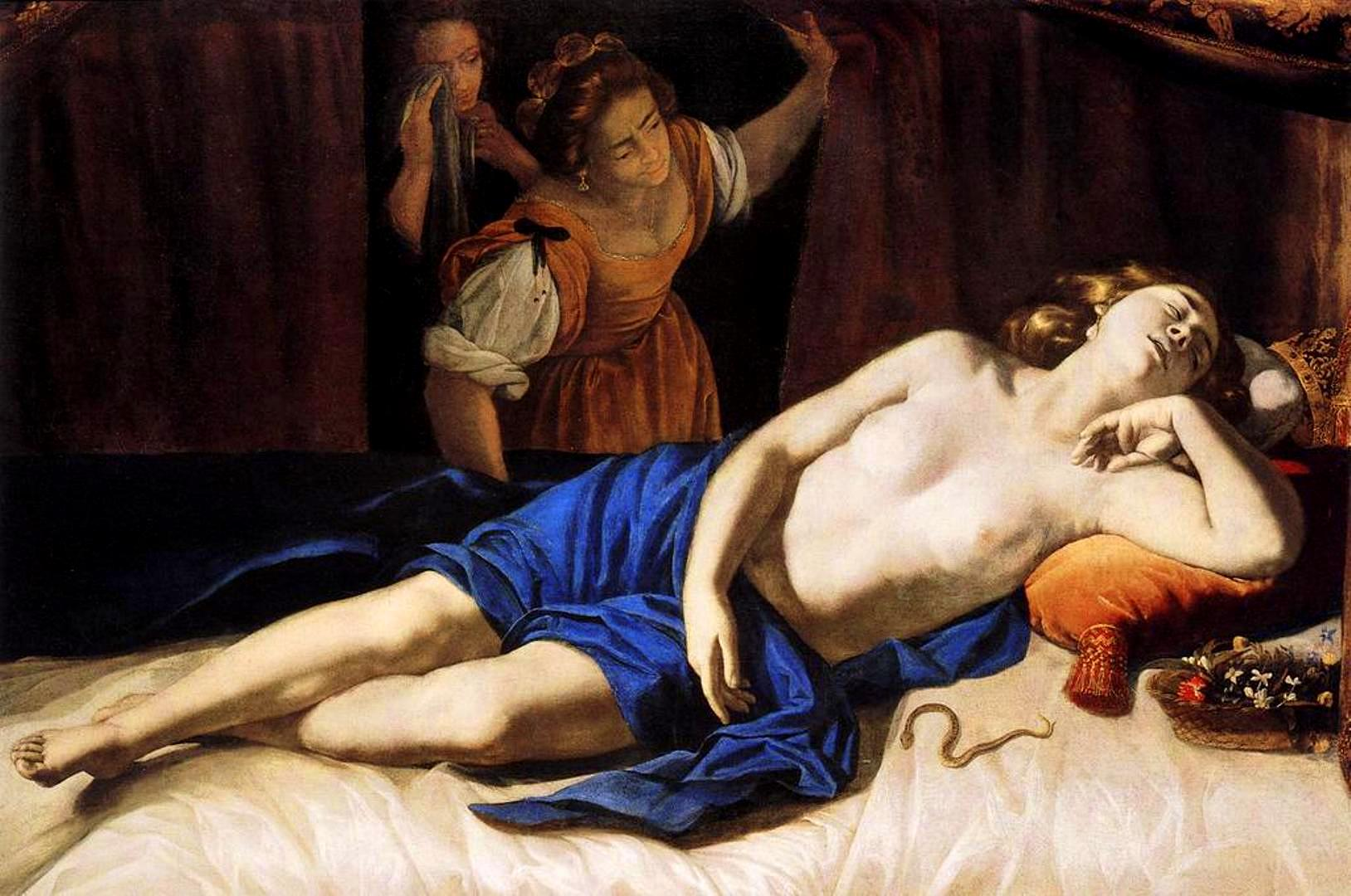
Cléopâtre, vers 1633-1635 – Collection privée.
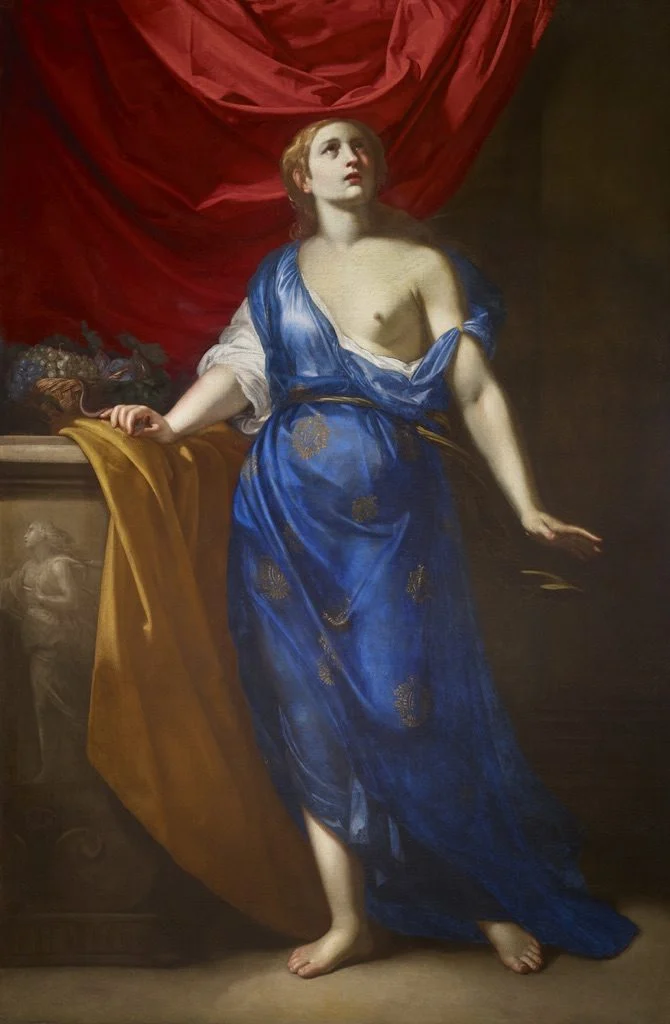
Cléopâtre, vers 1639-1640 – Galerie G. Sarti, Paris.